# Исаково (Порховский район)
Исаково — деревня в юго-восточной части Порховского района Псковской области. Входит в состав сельского поселения «Логовинская волость».
Расположена в 22 км к юго-востоку от города Порхов и в 2 км к юго-востоку от волостного центра Логовино.
Численность населения по состоянию на 2000 год составляла 14 жителей.